# نضال الشعب (صحيفة)
نضال الشعب هي جريدة أصدرها الحزب الشيوعي الفلسطيني. صدر العدد الأول منها عام 1934. والتي تهتم بالقضايا العمالية المحلية والقضايا الشيوعية و الاشتراكية في فلسطين ومناطق مختلفة من العالم، وخاصة في مناطق المستعمرات.
كان للحزب الشيوعي جريدة سرية ـ وأول عمل قام به الأمين العام الجديد للحزب هو إغلاقه لجريدة الحزب السرية «إلى الأمام» (التي صدرت منذ آذار 1929 حتى 1934)، والتي لم تكن قريبة من الحس الوطني والشعور القومي في فلسطين، واستبدلها بصحيفة سرية.
استمر صدور «نضال الشعب» حتى وقوع الانشقاق الكبير بين الأعضاء العرب و اليهود في الحزب في سنة 1943 واستقالة رضوان الحلو من الحزب.
أسوة بالصحف والمجلات الشيوعية الأخرى، فقد تمتّعت الصحيفة بارتباط كبير بالاتحاد السوفيتي. على سبيل المثال، فقد نشرت الصحيفة في 23 فبراير (شباط) 1943 عددًا خاصًا بالذكرى 25 لتأسيس الجيش الأحمر. أما فئة الكتّاب الذين ساهموا في الصحيفة، نذكر منهم رضوان الحلو (أمين عام الحزب الشيوعي الفلسطيني)، وأعضاء في الحزب مثل سعيد قبلان، و محمود الأطرش، و حسن الفران، وطاهر المغربي، وإميل حبيبي الذي ركز بمقالاته على جمعيات العمال والمشاريع الاقتصادية.